# Île Notre-Dame
La Isla de Nuestra Señora (en francés: Île Notre-Dame) es una isla artificial creada con la tierra proveniente de las excavaciones del metro de Montreal en 1965. Fue creada en ocasión de la Expo 67, que conmemoró el centenario de Canadá. La isla forma parte de la ciudad de Montreal, y se encuentra localizada en el río San Lorenzo, al sur de la Isla de Santa Elena. Junto con esta última, conforman el parque Jean-Drapeau, que es uno de los más grandes de la ciudad. El parque debe su nombre al alcalde Jean Drapeau, que fue el impulsor de la exposición mundial y de los Juegos Olímpicos en la ciudad.
Prácticamente todos los pabellones de la Expo 67 fueron demolidos en 1975 para generar espacio para una pista de remo, que sería utilizada en ocasión de los Juegos Olímpicos de Montreal 1976. Dicha pista sigue siendo la pista artificial más extensa de América del Norte. Los pabellones de Francia y de Quebec fueron refaccionados para instalar en el lugar el Casino de Montreal, que es operado por gobierno de Quebec.
En 1980, la parquización de la isla tomó un nuevo impulso gracias a la organización de la Floralies Internationales, una exhibición de horticultura que convocó a representantes de varios países.
Durante un fin de semana al año, las rutas que recorren la isla son acondicionadas para albergar el Gran Premio de Canadá de Fórmula 1. En esos días, la tranquilidad de la Isla de Nuestra Señora se ve alterada por el rugir de los motores de los coches que recorren el Circuito Gilles Villeneuve.
La primavera y el otoño son las estaciones en las cuales menos gente visita el lugar, siendo las excepciones los apostadores del casino y los remeros. Durante la época más fría del invierno, los patinadores son mayoría, y puede observarse a empleados de la ciudad limpiar la nieve en ocasión del festival anual de invierno.
- Datos: Q292117
- Multimedia: Île Notre-Dame, Montréal / Q292117